# سامسونگ گلکسی نوت ۲
سامسونگ گلکسی نوت ۲ (به انگلیسی: Samsung Galaxy Note II) یک تلفن هوشمند فبلت اندرویدی است. گلکسی نوت ۲ که در ۲۹ اوت ۲۰۱۲ رونمایی و در اکتبر ۲۰۱۲ منتشر شد، جانشین گلکسی نوت اصلی است که شامل قابلیت قلم بهبود یافته، صفحه نمایش بزرگتر ۵٫۵ اینچی (۱۴۰ میلی‌متری) و طراحی سخت‌افزار و قاب به‌روز شده بر اساس گلکسی اس۳ می‌شود.
نوت ۲ به دلیل بهبودهایی که نسبت به گلکسی نوت اصلی داشت، با استقبال مثبت منتقدان مواجه شد و تنها در دو ماه اول عرضه، بیش از ۵ میلیون دستگاه از آن به فروش رسید. سامسونگ در ۴ سپتامبر ۲۰۱۳، جانشین گلکسی نوت ۲، یعنی گلکسی نوت ۳ را معرفی کرد.

## تاریخچه
گلکسی نوت ۲ در ۲۹ اوت ۲۰۱۲ در نمایشگاه IFA برلین رونمایی شد و در اوایل اکتبر ۲۰۱۲ در بازارهای مختلف عرضه شد. سامسونگ در ۳۷ روز اول بیش از ۳ میلیون دستگاه فروخت و در دو ماه پس از عرضه، از مرز ۵ میلیون دستگاه گذشت.

### نسخه‌های نرم‌افزاری
در دسامبر ۲۰۱۲، سامسونگ شروع به انتشار به‌روزرسانی اندروید ۴٫۱٫۲ «آبنبات ژله‌ای» برای این دستگاه کرد. در آوریل ۲۰۱۴، سامسونگ شروع به انتشار به‌روزرسانی اندروید ۴٫۴٫۲ «کیت‌کت» برای این دستگاه کرد. سامسونگ نوردیک چندین بار، از جمله در صفحه رسمی خود، اعلام کرده بود که هر دو نسخه ۳G و ۴G این گوشی، به‌روزرسانی لالی‌پاپ را دریافت خواهند کرد.

## ویژگی‌ها
| فناوری | GSM / HSPA / LTE |

| عرضه | معرفی | اوت ۲۰۱۲. عرضه شده در سپتامبر ۲۰۱۲ |
| عرضه | وضعیت | توقف تولید                         |

| بدن | ابعاد    | ۱۵۱٫۱ در ۸۰٫۵ در ۹٫۴ میلی‌متر (۵٫۹۵ در ۳٫۱۷ در ۰٫۳۷ اینچ) |
| بدن | وزن      | ۱۸۳ گرم (۶٫۴۶ اونس)                                      |
| بدن | ساختن    | جلو شیشه‌ای، پشت پلاستیکی، فریم پلاستیکی                  |
| بدن | سیم کارت | میکرو سیم‌کارت                                            |
| بدن | قلم      |                                                          |

| نمایش | نوع        | سوپر آمولد                                                               |
| نمایش | اندازه     | ۵٫۵ اینچ، ۸۳٫۴ سانتی‌متر مربع (نسبت سطح صفحه نمایش به بدنه در حدود ۶۸٫۶٪) |
| نمایش | وضوح تصویر | ۷۲۰ در ۱۲۸۰ پیکسل، نسبت تصویر ۱۶:۹ (~۲۶۷ پیکسل در اینچ تراکم پیکسلی)     |

| پلتفرم | سیستم عامل       | اندروید ۴٫۱٫۱ (جلی بین)، قابل ارتقا به ۴٫۴٫۲ (کیت کت)، رابط کاربری تاچ ویز |
| پلتفرم | چیپست            | اگزینوس ۴۴۱۲ کواد (۳۲ نانومتری)                                            |
| پلتفرم | پردازنده         | چهار هسته‌ای ۱٫۶ گیگاهرتز Cortex-A9                                         |
| پلتفرم | پردازنده گرافیکی | مالی-400MP4                                                                |

| حافظه | اسلات کارت | microSDXC (درگاه اختصاصی)                                                       |
| حافظه | داخلی      | ۱۶ گیگابایت ۲ گیگابایت رم، ۳۲ گیگابایت ۲ گیگابایت رم، ۶۴ گیگابایت ۲ گیگابایت رم |

| دوربین اصلی | مجرد    | ۸ مگاپیکسل، f/2.6، فوکوس خودکار |
| دوربین اصلی | ویژگی‌ها | فلاش LED                        |
| دوربین اصلی | ویدئو   | ۱۰۸۰p@30fps                     |

| دوربین سلفی | مجرد  | ۱٫۹ مگاپیکسل |
| دوربین سلفی | ویدئو |              |

| صدا | بلندگو          | بله |
| صدا | جک ۳٫۵ میلی‌متری | بله |

| ارتباطات | بی‌سیم (WLAN) | وای‌فای ۸۰۲٫۱۱ a/b/g/n، دو بانده، وای‌فای دایرکت، DLNA، هات‌اسپات |
| ارتباطات | بلوتوث       | ۴٫۰، A2DP, EDR, LE                                             |
| ارتباطات | موقعیت‌یابی   | جی‌پی‌اس، ای-جی‌پی‌اس، گلوناس                                      |
| ارتباطات | ان اف سی     | بله                                                            |
| ارتباطات | رادیو        | رادیو FM استریو، RDS - فقط مدل N7100                           |
| ارتباطات | یو اس بی     | میکرو یواس‌بی ۲٫۰ (خروجی تلویزیون MHL), OTG                     |

| ویژگی‌ها | حسگرها                                  | شتاب‌سنج، ژیروسکوپ، حسگر مجاورتی، قطب‌نما، فشارسنج |
| ویژگی‌ها | ANT+ دستورات و دیکته زبان طبیعی S-Voice |                                                  |

| باتری | نوع          | باتری لیتیوم-یونی قابل تعویض ۳۱۰۰ میلی‌آمپر ساعتی |
| باتری | آماده به کار | تا ۹۸۰ ساعت (2G) / تا ۸۹۰ ساعت (3G)              |
| باتری | زمان مکالمه  | تا ۳۵ ساعت (2G) / تا ۱۶ ساعت (3G)                |

| متفرقه | رنگ‌ها             | خاکستری تیتانیومی، سفید مرمری، قهوه‌ای کهربایی، شرابی یاقوتی، صورتی، آبی  |
| متفرقه | مدل‌ها             | GT-N7100، GT-N7105، SHV-E250S, SHV-E250K, SGH-I317M, SHV-E250L, SGH-T889 |
| متفرقه | سار               | ۰٫۲۳ وات بر کیلوگرم (سر) ۰٫۹۵ وات بر کیلوگرم (بدن)                       |
| متفرقه | اتحادیه اروپا SAR | ۰٫۱۷ وات بر کیلوگرم (برای سر)                                            |
| متفرقه | قیمت              | حدود ۳۰۰ یورو                                                            |

| آزمایش‌ها | نمایش         | نسبت کنتراست: ۴۰۲ (اسمی) / ۲٫۳۰۷:۱ (نور خورشید) |
| آزمایش‌ها | دوربین        | عکس / ویدئو                                     |
| آزمایش‌ها | بلندگو        | صدا ۷۰ دسی‌بل / نویز ۶۶ دسی‌بل / زنگ ۸۰ دسی‌بل     |
| آزمایش‌ها | کیفیت صدا     | نویز -۹۰٫۲ دسی‌بل / تداخل -۹۰٫۷ دسی‌بل            |
| آزمایش‌ها | باتری (قدیمی) | امتیاز استقامت ۶۹ ساعت                          |

### تقسیم صفحه نمایش
گلکسی نوت ۲ با قابلیت تقسیم صفحه نمایش خود می‌تواند دو برنامه را همزمان با عرض انعطاف‌پذیر روی صفحه نمایش نشان دهد. با این حال، پشتیبانی از این ویژگی در هر برنامه متفاوت است.